# Peter Rackow
Peter Rackow (* 1970 in Hannover) ist ein deutscher Jurist und ehemaliger Leiter des Fachgebietes „Strafrecht, Strafprozessrecht und Kriminalpolitik“ an der Deutschen Hochschule der Polizei.
Rackow nahm 1991 das Studium der Rechtswissenschaften an der Universität Hannover auf, welches er 1996 mit dem 1. Staatsexamen abschloss. 1996 bis 1998 absolvierte er den Juristischen Vorbereitungsdienst und wurde ab 1999 Wissenschaftlicher Mitarbeiter am Juristischen Seminar der Georg-August-Universität Göttingen (Lehrstuhl M. Maiwald) 2001 promovierte Peter Rackow über das Thema Das DNA-Identitätsfeststellungsgesetz und seine Probleme. 2007 folgte die Habilitation für die Fächer Strafrecht, Europäisches Strafrecht, Strafprozessrecht und Rechtsvergleichung an der Juristischen Fakultät der Georg-August-Universität Göttingen zum Thema Neutrale Handlungen als Problem des Strafrechts. Seit dem Sommersemester 2010 war er als Leiter des Fachgebiets Rechtswissenschaften (FG 06) an der Deutschen Hochschule der Polizei tätig.

## Wichtigste Monographien
- Das DNA-Identitätsfeststellungsgesetz und seine Probleme, Frankfurt a. M. 2001 (zugl. Göttingen Diss. 2001).
- Als Mitherausgeber neben Carsten Momsen (Göttingen) und Professor Dr. René Bloy (Freiburg i.Brsg.): Fragmentarisches Strafrecht. Beiträge zum Strafrecht, Strafprozessrecht und zur Strafrechtsvergleichung. Für Manfred Maiwald aus Anlass seiner Emeritierung verfasst von seinen Schülern, Mitarbeitern und Freunden, Frankfurt a. M. 2003.
- Neutrale Handlungen als Problem des Strafrechts (Habilitationsschrift), Veröffentlichung im Peter-Lang-Verlag in Vorbereitung.

## Kommentierungen
Beck’scher Online-Kommentar StGB (hrsg. von Bernd von Heintschel-Heinegg), Stand: 1. August 2006
- § 123 (Hausfriedensbruch),
- § 124 (Schwerer Hausfriedensbruch),
- § 125 (Landfriedensbruch),
- § 125a (Besonders schwerer Fall des Landfriedensbruchs),
- § 126 (Störung des öffentlichen Friedens durch Androhung von Straftaten),
- § 130 (Volksverhetzung),
- § 130a (Anleitung zu Straftaten),
- § 131 (Gewaltdarstellung).

## Aktuelle Aufsätze
- (gemeinsam mit Miller): Transnationale Täterschaft und Teilnahme – Beteiligungsdogmatik und Strafanwendungsrecht. In: ZStW. Band 117, 2005, S. 379–417.
- (gemeinsam mit Ambos): Institutionelle Ordnung der Europäischen Union und Europäischen Gemeinschaft. In: Jura. 2006, S. 505–512.
- (gemeinsam mit Momsen): Der Erlaubnistatbestandsirrtum in der Fallbearbeitung (Teil 1). In: JA. 2006, S. 550–555.
- (gemeinsam mit Momsen): Der Erlaubnistatbestandsirrtum in der Fallbearbeitung (Teil 2). In: JA. 2006, S. 654–664.
- (gemeinsam mit Ambos): Estrutura e ordem institucional da União Européia conforme o Tratado da União Européia/Tratado da Comunidade Européia e Tratado da Constituição Européia. In: Ambos/Paulo Pereira, Mercosul e União Européia. Perspectivas da Integração Regional. Rio de Janeiro 2006, S. 17–51.
- (gemeinsam mit Ambos): Das Baguette des Terroristen. In: Jura. 2006, S. 943–949. [Examensklausur StR]
- (gemeinsam mit Stegmiller): „Intelligente Sanktionen“ zur Terrorbekämpfung: Yusuf, Kadi und Hassan vor dem EuG. HuV-I 2/2007, S. 68–78.